# Psittacanthus robustus
Psittacanthus robustus är en tvåhjärtbladig växtart som först beskrevs av Carl Friedrich Philipp von Martius, och fick sitt nu gällande namn av Carl Friedrich Philipp von Martius. Psittacanthus robustus ingår i släktet Psittacanthus och familjen Loranthaceae. Inga underarter finns listade i Catalogue of Life.